# 槻尾宗一
槻尾 宗一（つきお そういち、1915年 - 1992年）は日本の金工家。富山県出身。

## 略歴・人物
- 東京美術学校 工芸科鍛金部在学中の1936年、文部省美術展覧会（文展）に入選。
- 1948年、富山県立高岡工芸学校に勤務。
- 1952年、産業工芸試験所の主席研究員。
- 1953年、段々社。1956年、創作工芸協会。
- 1959-60年　在外研究員として米国 Philadelphia Museum College of Arts に在籍。[1]
- 1977年、日本デザイナー・クラフトマン協会の事務局長に就任。